# Linia kolejowa Nürnberg – Cheb
Linia kolejowa Norymberga – Cheb – niezelektryfikowana linia kolejowa o długości 151 km, która biegnie od Norymbergi przez Lauf, Hersbruck, Pegnitz, Kirchenlaibach, Marktredwitz i Schirnding do Cheb w Czechach. Została zbudowana jako Fichtelgebirgsbahn. Na odcinku Norymberga-Schnabelwaid jest częścią Magistrali Saksońsko-Frankońskiej.